# Richard Burke (4e comte de Clanricard)
Pour les articles homonymes, voir Richard Burke et Burke.
Richard Burke, 4e comte de Clanricard (également appelé Richard de Burgh) (1572 - 12 novembre 1635) est un noble et un homme politique irlandais.

## Biographie
Il est le fils d'Ulick Burke, 3e comte de Clanricard, et d'Honora Burke. Fait chevalier en 1602 pour ses exploits en tant que chef de la cavalerie anglaise lors de la bataille de Kinsale, il est ensuite gouverneur de Connaught de 1604 à 1616 et membre du Conseil privé d'Irlande. S'étant établi comme le propriétaire foncier le plus important et le plus influent du Connacht, sa vie ultérieure se caractérise par une animosité croissante envers le gouvernement de Dublin.
Il sert activement la reine Élisabeth Ire contre les seigneuries irlandaises rebelles et leurs alliés espagnols pendant la Guerre de Neuf Ans en Irlande. Il est nommé gouverneur de Connaught, membre du conseil privé d'Irlande et, en 1624, créé vicomte Tonbridge et baron de Somerhill, un manoir qu'il possède dans le Kent. Les titres de vicomte Galway et de comte de St. Albans lui sont conférés en 1628.

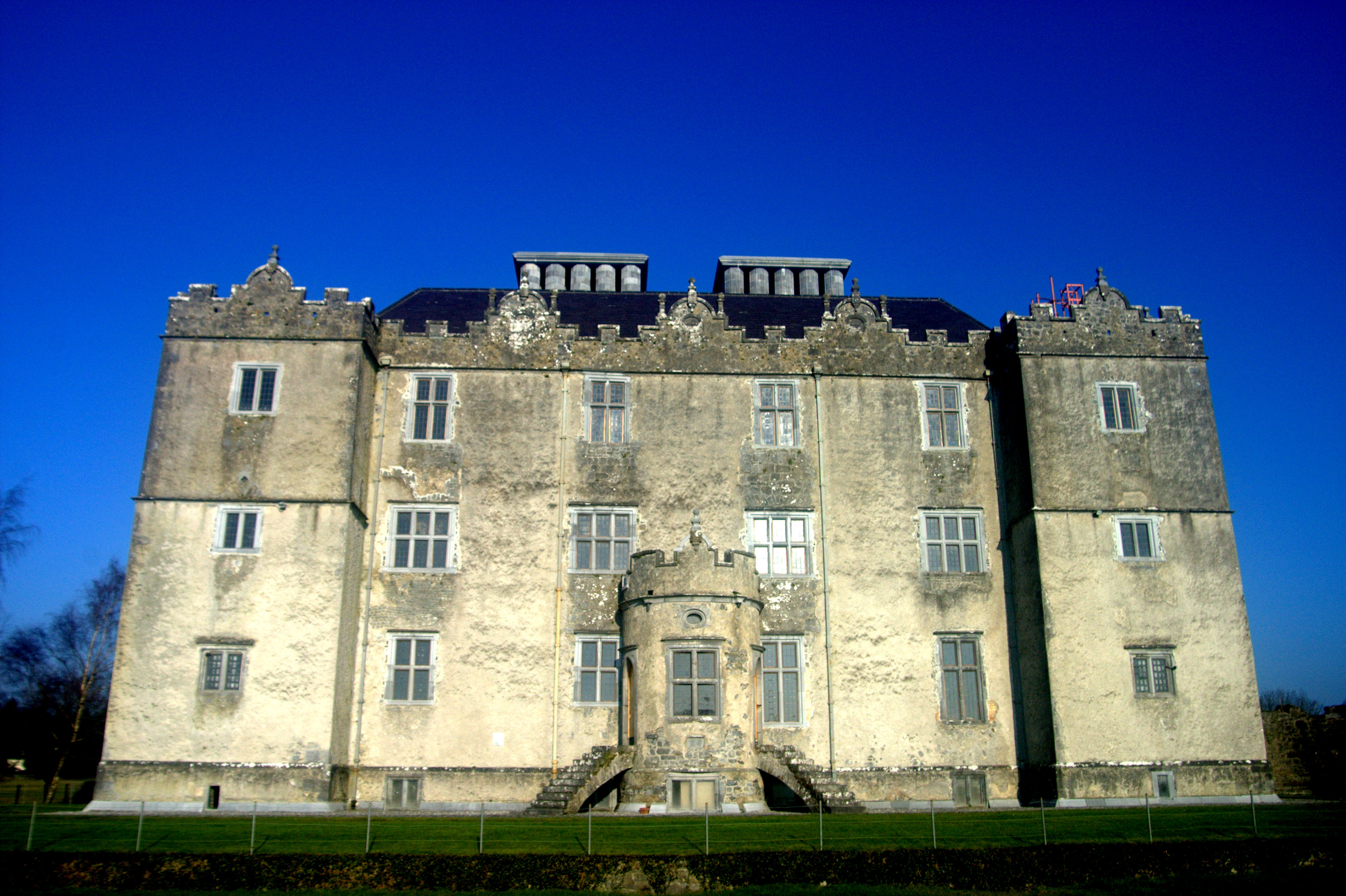
Château de Portumna commandé par Richard Burke et achevé en 1617.

En 1633, il est non seulement l'un des principaux propriétaires terriens d'Irlande, mais également presque tout puissant dans le comté de Galway. Cela suscite le ressentiment du gouvernement de Dublin, qui décide de « contester » la validité de certains de ses titres de propriété foncières, afin de récupérer les domaines en cause au profit de la Couronne anglaise. Le traitement que Lord Clanricard aurait subi du lord adjoint d'Irlande, Thomas Wentworth, aurait accéléré sa mort en novembre 1635. La querelle, qui se poursuit avec le fils et l'héritier de Clanricard, est très dommageable à long terme pour Wentworth, qui n'a apparemment pas apprécié les liens étroits que Clanricard, entretenait par l'intermédiaire de son épouse, avec une faction de la noblesse anglaise, les Rich et le clan Devereux.

## Union et postérité
En 1603, il épouse Frances Walsingham, la veuve de Robert Devereux, 2e comte d'Essex. Ils ont un fils, Ulick, et deux filles, Honora, qui épouse John Paulet, 5e marquis de Winchester, et Mary, épouse d'Edward Butler de Ballinahinch. Son fils et héritier, Ulick, lui succède en tant que 5e comte de Clanricarde. Il épouse en 1622 Anne Compton, fille unique de William Compton, 1er comte de Northampton.